# Трокселвил (Пенсилванија)
Трокселвил (енгл. Troxelville) насељено је место без административног статуса у америчкој савезној држави Пенсилванија.

## Демографија
По попису из 2010. године број становника је 221, што је 29 (15,1%) становника више него 2000. године.
| Група             | 2000.        | 2010.       |
| Белци             | 192 (100,0%) | 217 (98,2%) |
| Афроамериканци    | 0 (0,0%)     | 1 (0,5%)    |
| Азијати           | 0 (0,0%)     | 0 (0,0%)    |
| Хиспаноамериканци | 0 (0,0%)     | 0 (0,0%)    |
| Укупно            | 192          | 221         |